# Daniel Clarke Bouchard
Pour les articles homonymes, voir Daniel Bouchard et Bouchard.
Daniel Clarke Bouchard (né le 17 janvier 2000) est un pianiste montréalais.

## Biographie
Daniel Clarke Bouchard a commencé à jouer du piano à l’âge de cinq ans et a donné son premier récital de piano à six ans. En 2011, il a remporté la première place au Concours de musique du Canada et a reçu les bourses Yamaha, Canimex et Gilles Chatel. En 2012, il a fait ses débuts avec l’Orchestre Métropolitain, en jouant le troisième mouvement du Concerto pour piano no 1 de Mendelssohn avec le chef d’orchestre Daniel Myssyk dans le cadre du Festival Montréal en Lumière.
Daniel a joué dans la nouvelle Maison symphonique de l’OSM, à la salle Oscar Peterson, à la salle Redpath de l’Université McGill et à la Maison Trestler. Le 20 mai 2012, Daniel a joué à Carnegie Hall en tant que lauréat de la compétition internationale de piano Bradshaw and Buono, qui se tient à New York.
Il a joué pour de nombreuses collectes de fonds à Montréal. Daniel a partagé la scène  avec Oliver Jones, qui a été son mentor, et l’artiste Gregory Charles. On a fait des prestations au Festival international de Jazz de Montréal de 2012 avec Molly Johnson, à la Conférence de la jeunesse de Tedx et, plus récemment, à la Place des Arts avec le Montreal Jubilation Gospel Choir (en) dirigé par Trevor Payne. Daniel a aussi joué pour le Vision Celebration Gala de 2013 en l’honneur de Gregory Charles.
Daniel a participé à plusieurs émissions de télévision, particulièrement à l’émission Des kiwis et des hommes, Tout le monde en parle, Belle et Bum et il a été interviewé sur CBC Radio et Radio-Canada. Des articles ont été également écrits à son sujet dans des magazines et des journaux. En avril 2014, il passe également à la populaire émission américaine de Ellen DeGeneres. Également en 2014, il est récipiendaire du Prix Choquette-Symcox décerné par la Fondation JM Canada et les Jeunesses Musicales Canada 

## Discographie
- 2013 - Scènes d'enfants (avec Oliver Jones), ATMA Classique[3],[4]